# Calamaria javanica
Espèce
Statut de conservation UICN

 DD  : Données insuffisantes
Calamaria javanica  est une espèce de serpents de la famille des Colubridae.

## Répartition
Cette espèce est endémique d'Indonésie. Elle se rencontre à Java et Belitung.
Cette espèce n'est connue que par quatre spécimens ; un de Java et trois de Belitung.

## Description
L'holotype de Calamaria javanica, un mâle, mesure 185 mm dont 13 mm pour la queue. Cette espèce a la face dorsale brun foncé et la face ventrale jaunâtre. Elle présente un collier jaunâtre interrompu en son milieu.

## Liste des sous-espèces
Selon The Reptile Database (27 déc. 2011) :
- Calamaria javanica javanica Boulenger, 1891
- Calamaria javanica lineata Brongersma, 1928

## Étymologie
Son nom d'espèce lui a été donné en référence au lieu de sa découverte, Java.

## Publications originales
- Boulenger, 1891 : Description of new oriental reptiles & batrachians. Annals and Magazine of Natural History, sér. 6, vol. 7, p. 279-283 (texte intégral).
- Brongersma, 1928 : Neue Reptilien aus dem Zoologischen Museum Amsterdam. Zoologischer Anzeiger, vol. 75, p. 251-257.